# St. Valentin (Feuerscheid)

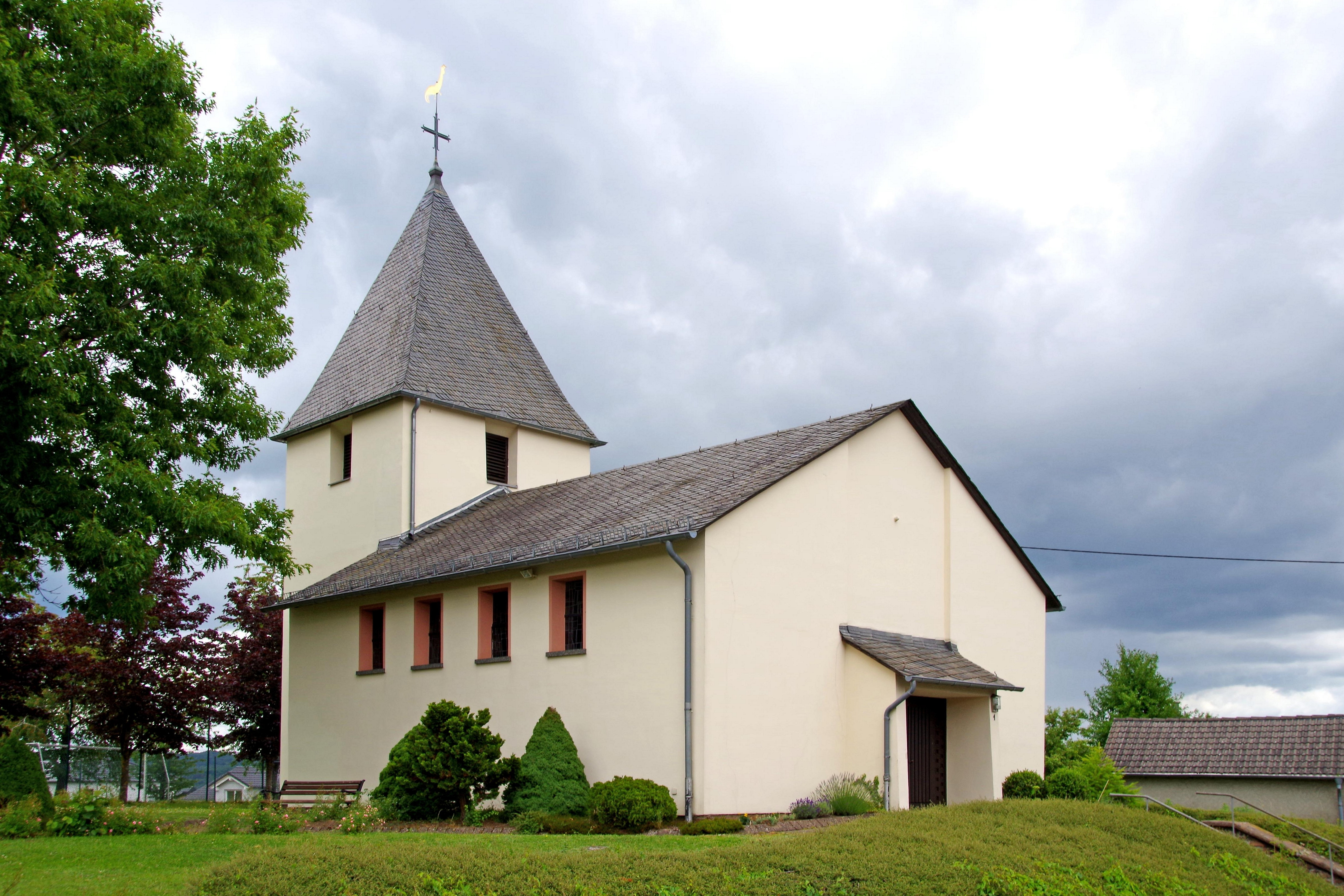
St. Valentin (Feuerscheid)

Die Kapelle St. Valentin ist die römisch-katholische Filialkirche in Feuerscheid im Eifelkreis Bitburg-Prüm in Rheinland-Pfalz. Die Kirche gehört zur Pfarrei Lasel in der Pfarreiengemeinschaft Schönecken-Waxweiler im Dekanat St. Willibrord Westeifel im Bistum Trier.

## Geschichte

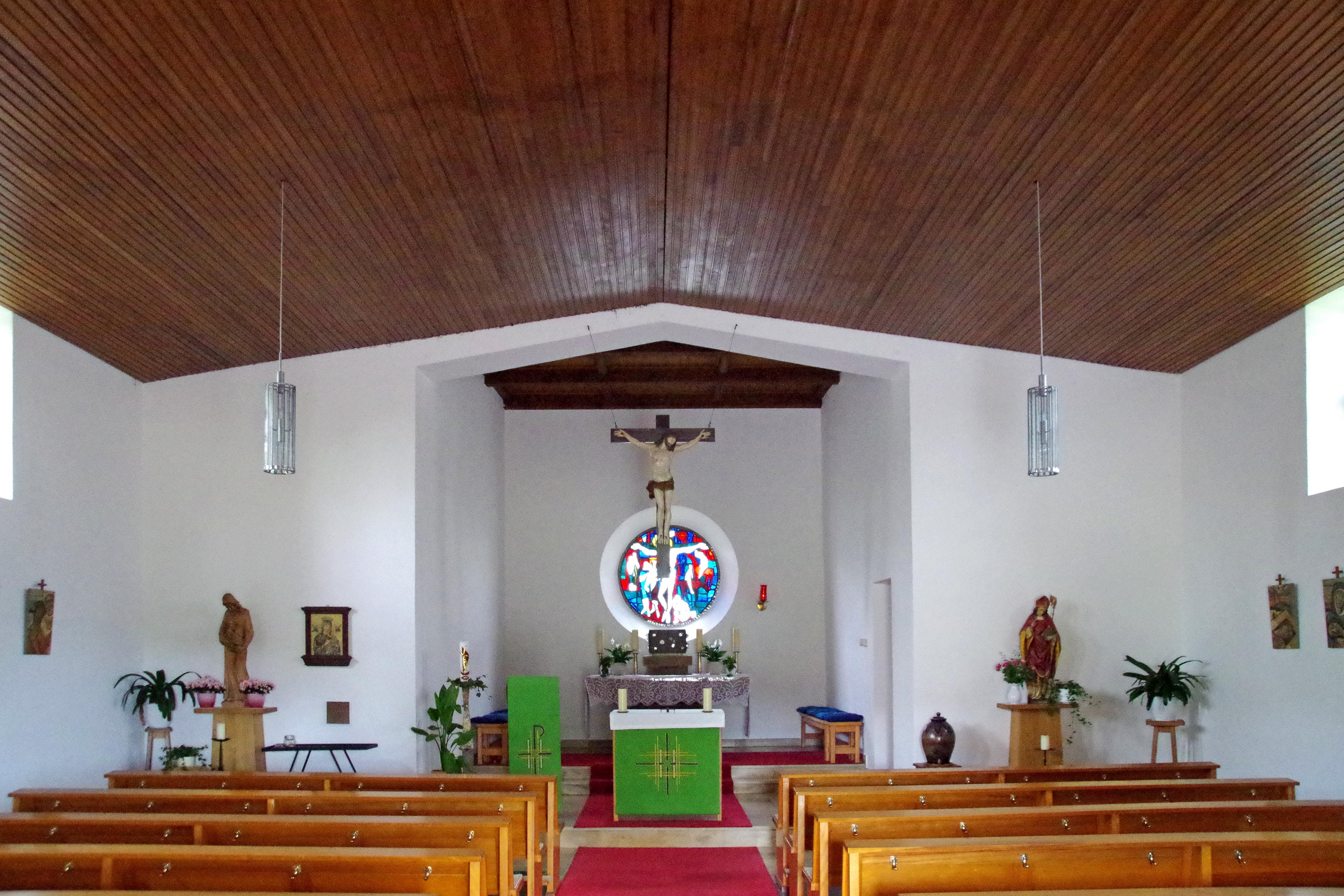
St. Valentin (Feuerscheid)

Die heutige Kirche, die eine 1733 errichtete Kapelle ersetzt, wurde 1960 eingeweiht. Es ist ein einfach gehaltener Saalbau mit Holzdecke und farbigen Fenstern. Die Kirche ist zu Ehren des heiligen Valentin von Terni geweiht und ist nicht mit dem Chorraum nach Osten, sondern nach Norden orientiert. Über dem Chor erhebt sich ein Chorturm.

## Ausstattung
Im Chorraum zeigt das farbige Rundfenster die Kreuzigungsgruppe. Über dem Altar ist ein Kruzifix angebracht.